# Декстер (ТВ серија)
Декстер је америчка криминалистичка хорор телевизијска драмска серија, која се оригинално приказивала на каналу Шоутајм. Серија је претежно базирана на лику Декстера Моргана из серије романа Декстер писца Џефа Линсдеја, које је за потребе телевизије адаптирао Џејмс Манос Млађи. До сада је снимљено 8 сезона по 12 епизода, а последњу епизоду 4 сезоне директно пратило 2,6 милиона гледалаца, што је рекорд за неку оригиналну серију на Шоутајму који је телевизијска станица коју могу гледати само претплатници.

## Радња серије
Радња серије одвија се у Мајамију, те прати Декстера Моргана, серијског убицу који ради у полицији као форензичар за крв. Због трагедије коју је доживео у детињству, осећа страст и потребу за убијањем, коју је његов отац који га је усвојио, полицајац Хари Морган, каналисао да убија људе који то „заслужују“. Тако су Декстерове жртве већином остале убице који су избегли судску казну, или никад нису ни били под истрагом. У серији је приказано Декстерово балансирање између свакодневног живота и његовог тајног идентитета. Остали ликови у серији су Дебра Морган, Харијева биолошка кћер и Декстерова сестра, Рита Бенет, Декстерова девојка, као и Декстерове колеге с посла: Марија Ла Гуерта, Ангел Батиста, Џејмс Доакес, Винс Масука и Јои Куин.

## Награде
Филмски и телевизијски критичари су ову криминалистичку серију где је главни лик серијски убица дочекали готово овацијама тако да је она добила највише могуће оцене од критичара америчких часописа Чикаго Сан-Тајмс, Њујорк дејли њуз, Сан Франциско хроникл, Пипл викли док су критичари најутицајнијих медија били мало пажљиви код ове контроверзне серије тако да су дали ниже оцене. Те оцене и часописи су биле Чикаго трибјун (90%), Бостон глоуб (90%), Лос Анђелес тајмс (80%), Мајами хералд (80%), Њујорк тајмс (80%) и тако даље.
Сама серија и њен главни глумац су били номиновани за награду Златни глобус двапут, али је глобус добио сам главни глумац Мајкл Си Хол у свом другом покушају 2010. године. Иако серија није успела да добије Златни глобус она је 2008. године освојила Скрим Аворд за најбољу телевизијску серију.

## Критике
Одлука да се репризе епизода 16 месеци након премијери почну приказивати на отвореној телевизијској станици коју сви могу гледати је изазвало лавину критика од стране непрофитабилног удружења названог Родитељски телевизијски савет (енгл. Parents Television Council) пошто су гледаоци заволели серијског убицу и надају се да неће бити ухваћен. Критика је још надограђена понављањем старог коментара: „Свако ко мисли да медији немају везе с насиљем је идиот“. На крају серија је почела да се репризира на бесплатној телевизијској станици с ознаком да је забрањена за млађе од 14 година и резањем најконтроверзнијих делова епизода.

## Глумци
- Декстер Морган — Мајкл Си Хол
- Дебра Морган — Џенифер Карпетнер
- Хари Морган — Џејмс Ремар
- Рита Бенет — Џули Бенз
- Марија ЛаГуерта — Лаурен Велез
- Ејнџел Батиста — Дејвид Зајас
- Џејмс Доакс — Ерик Кинг
- Винс Масука — Ци Си Ли
- Џои Куин — Десмонд Харингтон